# 乾元 (唐朝)

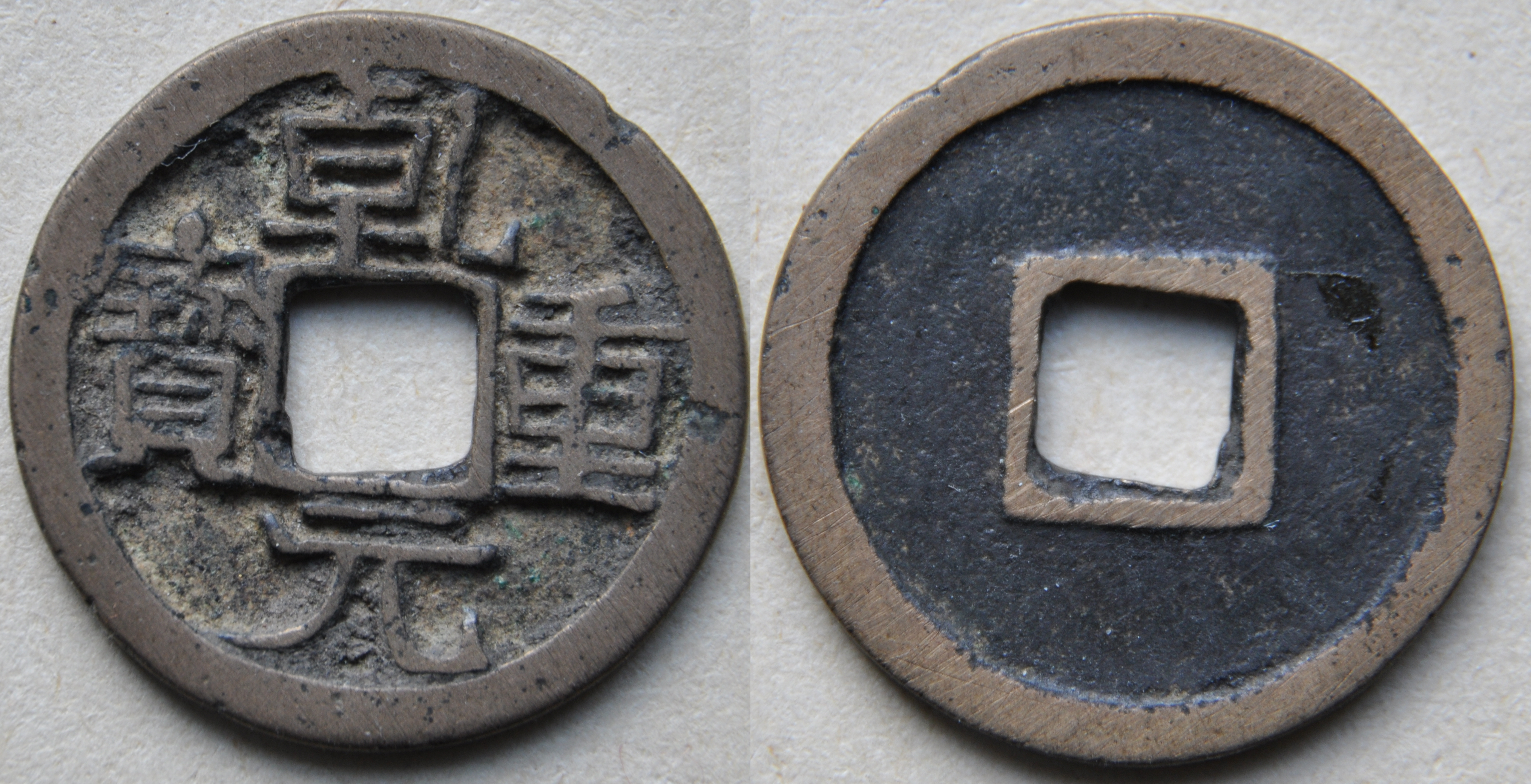
乾元重宝

乾元（758年二月—760年閏四月）是唐肅宗的第二個年号，共计三年。
乾元元年二月复载为年。（参看天寶、至德）元年七月发行乾元重宝。

## 改元
- 至德三載——二月五日，改元為乾元元年。[2][3][4]
- 乾元三年——閏四月十九日，改元為上元元年。[5][6][7]

## 紀年農曆對照表
表格中各月的干支即為各月的第1日，「大」表示該月有30日，「小」表示該月有29日，「閏月」表格中的中文數字表示該年為閏某月（比如「四辛酉」裡有中文數字「四」，即表示該行所在年份有閏四月），各月初一底下的數字表示對應的西曆日期。
| 西元  | 干支 | 紀年     | 正月   | 二月   | 三月   | 四月   | 五月   | 六月   | 七月   | 八月   | 九月   | 十月   | 十一月 | 十二月  | 閏月     |
| ----- | ---- | -------- | ------ | ------ | ------ | ------ | ------ | ------ | ------ | ------ | ------ | ------ | ------ | ------- | -------- |
| 758年 | 戊戌 | 乾元元年 |        | 癸卯大 | 癸酉小 | 壬寅大 | 壬申小 | 辛丑大 | 辛未小 | 庚子大 | 庚午大 | 庚子大 | 庚午小 | 己亥大  |          |
| 758年 | 戊戌 | 乾元元年 |        | 3/14   | 4/13   | 5/12   | 6/11   | 7/10   | 8/9    | 9/7    | 10/7   | 11/6   | 12/6   | 759/1/4 |          |
| 759年 | 己亥 | 乾元二年 | 己巳小 | 戊戌小 | 丁卯大 | 丁酉小 | 丙寅小 | 乙未大 | 乙丑小 | 甲午大 | 甲子大 | 甲午大 | 甲子小 | 癸巳大  |          |
| 759年 | 己亥 | 乾元二年 | 2/3    | 3/4    | 4/2    | 5/2    | 5/31   | 6/29   | 7/29   | 8/27   | 9/26   | 10/26  | 11/25  | 12/24   |          |
| 760年 | 庚子 | 乾元三年 | 癸亥大 | 癸巳小 | 壬戌小 | 辛卯大 |        |        |        |        |        |        |        |         | 四辛酉小 |
| 760年 | 庚子 | 乾元三年 | 1/23   | 2/22   | 3/22   | 4/20   |        |        |        |        |        |        |        |         | 5/20     |

## 同期存在的其他政权年号
- 中國
  - 天成（758年－759年）：安史之亂—領袖安慶緒之年號
  - 應天（759年）：安史之亂—領袖史思明之年號
  - 順天（759年－761年）：安史之亂—領袖史思明之年號
  - 大興（737年－793年）：渤海—渤海文王大欽茂之年號
  - 贊普鍾（752年－768年）：南詔—閣羅鳳之年號
- 日本
  - 天平宝字（757年－765年）：奈良時代—孝謙天皇、淳仁天皇、稱德天皇之年號

## 參看
- 中國年號索引
- 其他使用乾元年號的政權

## 文內注釋
1. ↑  李崇智，《中國歷代年號考》，第102頁。
2. ↑  劉昫.  . 维基文库.「〔至德三載二月〕丁未，御明鳳門，大赦天下，改至德三載為乾元元年。」
3. ↑  歐陽脩.  . 维基文库.「〔乾元元年二月〕丁未，大赦，改元。」
4. ↑  司馬光.  . 维基文库.「〔乾元元年二月〕丁未，上御明鳳門，赦天下，改元。」
5. ↑  劉昫.  . 维基文库.「〔乾元三年閏四月〕己卯，以星文變異，上御明鳳門，大赦天下，改乾元為上元。」
6. ↑  歐陽脩.  . 维基文库.「〔上元元年四月〕己卯，大赦，改元，賜文武官爵。」
7. ↑  司馬光.  . 维基文库.「〔上元元年閏四月〕己卯，赦天下，改元。」